# Argasoka
Argasoka is een bestuurslaag in het regentschap Banjarnegara van de provincie Midden-Java, Indonesië. Argasoka telt 4702 inwoners (volkstelling 2010).